# Michael Carbajal
Michael Carbajal (ur. 17 września 1967 w Phoenix) – amerykański bokser kategorii papierowej. Jest srebrnym medalistą letnich igrzysk olimpijskich z Seulu oraz srebrnym medalistą igrzysk panamerykańskich z Indianapolis.
W 2006 został wprowadzony do Międzynarodowej Galerii Sław Boksu.